# Papp János (színművész, 1879–1944)
Papp János (Pap János) (Kolozsvár, 1879. szeptember 29. – Budapest, 1944. január 12.) színész, kabaréénekes.

## Életpályája
Szülei Pap Miklós és Gábor Antónia voltak. 1899-ben debütált a színpadon: kezdetben Micsey György vidéki társulatában szerepelt. 1905-ben a Royal Orfeumhoz szerződött. 1907-ben a Modern Színpad tagja lett. Legnagyobb sikerét az 1910-es években érte el a Royal Orfeum kupléénekeseként.
Énekes epizódszerepeket játszott. Ő volt a viccekben szereplő poéngyilkos „Pappjancsi”. Ő volt az első, aki úttörőként Reinitz Béla megzenésítésében Ady Endre verseit interpretálta. Több kabaréban szerepelt (Royal Sörkabaré, Bonbonnière), ahol Zerkovitz Béla, Dienzl Oszkár, Nádor Mihály, Buday Dénes dalait énekelte. Korán visszavonult a színpadi szerepléstől.
Temetése a Fiumei úti sírkertben történt.

## Díjai
- Vörös Kereszt hadékítményes ezüst díszérme (1917)